# Justin Meram
Justin David Meram A1 (* 4. Dezember 1988 in  Shelby Charter Township, Macomb County, Michigan) ist ein irakischer Fußballspieler.
Der in den USA geborene Stürmer spielt in der Major League Soccer (MLS) für Atlanta United und seit 2014 international für die Irakische Nationalmannschaft.

## Karriere
Meram spielt sowohl für die Mannschaft seiner Eisenhower High School als auch zwei Jahre im Yavapai College in Arizona. Im Jahr 2009 wechselte er an die University of Michigan und spielte dort bei den Michigan Wolverfines. Er beendete seine College-Karriere im Jahr 2010 nach 24 Toren und 14 Assists in 41 Spielen.

### Als Clubspieler
Am 14. Januar 2011 stieß er im Zuge des MLS SuperDraft 2011 zu Columbus Crew, wo er am 22. Februar 2011 im Hinspiel des Viertelfinales der CONCACAF Champions League zwischen Columbus und Real Salt Lake seit Debüt gab. Am 28. Mai 2011 debütierte er beim 3:3 gegen Chivas USA in der MLS.
Am 22. November 2015 erzielte er während des Hinspiels des Eastern Conference Finales gegen die New York Red Bulls nach neun Sekunden den schnellsten Treffer in der Geschichte der MLS Cup Play-offs.

### Als Nationalspieler
Justin Meram ist der Sohn chaldäischer Christen aus der Ortschaft Tel Keppe in der Provinz Ninawa. Sein Vater wanderte 1967 in die Vereinigten Staaten aus, seine Mutter im Jahr 1975. Dadurch hatte er ebenfalls einen Anspruch auf die irakische Staatsangehörigkeit. Im Oktober 2014 wurde ihm erstmals ein irakischer Ausweis und danach ein Reisepass ausgestellt, wodurch er nunmehr berechtigt war, für die Auswahl des Irak zu spielen.
Im Oktober 2014 wurde er ebenfalls für ein Freundschaftsspiel gegen den Jemen in die Mannschaft berufen, er erhielt aufgrund der Play-Offs in der MLS jedoch keine Freistellung von seinem Club. Im November wurde er schließlich für den Golfpokal in Saudi-Arabien nominiert. Er wurde damit der erste Spieler aus der MLS, der für den Irak auflief. Während des Vorrundenspiels gegen Kuwait am 14. November 2014 gab er sein Debüt für die Nationalmannschaft.
Im Dezember 2014 wurde er für die Fußball-Asienmeisterschaft 2015 in Australien nominiert. Er absolvierte sein erstes Pflichtspiel für den Irak beim Vorrundensieg gegen die Auswahl Jordaniens am 12. Januar 2015.

## Erfolge
Atlanta United
- U.S.-Open-Cup-Sieger: 2019